# Люсіан Грейндж
Сер Люсіан Чарльз Грейндж (народився 29 лютого 1960 р.) — голова та головний виконавчий директор Universal Music Group.

## Життєпис
Люсіан Чарльз Грейндж виріс у північному Лондоні в єврейській сім'ї. Він покинув школу королеви Єлизавети для хлопчиків у віці 18 років та почав працювати ранером в MPC, талант-скаут компанії. Після контактів з кількома керівниками звукозаписувальних компаній йому запропонували роботу в Моріс Оберштайн, голова лейблу CBS. У 1982 році він став директором RCA Music Publishing. Через два роки він став директором MCA Records. Приєднався до Polydor генеральним директором з ділових питань у 1993 році. Він був підвищений до управляючого директора Polydor у 1997 році.
Грейндж став головою британської підрозділи Universal Music Group, а в 2005 році головою Universal Music Group International. Як голова і виконавчий директор Universal, Грейндж прагнув збільшити міжнародну цифрову експансію групи через відносини з технологічними компаніями, включаючи Apple, Spotify, Facebook, Tencent і YouTube. Також він погодився на глобальне стратегічне партнерство з розважальною компанією Live Nation.
Грейндж очолював придбання Bravado, а потім частину Sanctuary, і перетворив їх у департамент мерчендайзингу та управління брендом, під назвою Bravado. Компанія представляє виконавців, у тому числі Джастіна Бібера, Леді Гага і Каньє Уеста, та створює партнерські відносини з ритейлерами, включаючи Brneys, Bloomingdale і Sellrigge.
У 2017 році UMG коштувала 22 мільярди долари. Це втричі більше, ніж вона коштувала, коли Грейндж увійшов в компанію.

## Особисте життя
У січні 1993 року одружився зі своєю першою дружиною, адвокатом Самантою Берг. У листопаді, під час пологів вона зазнала ускладнення — народила сина і впала в кому, від якої не відновилася. Померла в Англії в 2007 році.
У 2002 році Грейндж одружився з другою дружиною, Керолайн. Їхня донька народилася в 2001 році.

## Нагороди
У вересні 2019 року отримав Золоту тарілку від Американської академії досягнень.
Billboard назвав Люсіана Грейнджа першим виконавчим директором десятиліття після того, як він очолив список журналу «Power 100» як наймогутніша людина в музичному бізнесі в 2013, 2015, 2016 і 2019 роках.
У січні 2020 року Грейндж був нагороджений зіркою на голлівудській алеї слави.